# Гочово
Гочово (слч. Gočovo) насељено је мјесто са административним статусом сеоске општине (слч. obec) у округу Рожњава, у Кошичком крају, Словачка Република.

## Становништво
| Година:    | 1994. | 2004.   | 2014.   | 2024.    |
| ---------- | ----- | ------- | ------- | -------- |
| Број људи: | 404   | 403     | 369     | 291      |
| Разлика:   |       | -0,24 % | -8,43 % | -21,13 % |

| Година:    | 2023. | 2024.   |
| ---------- | ----- | ------- |
| Број људи: | 297   | 291     |
| Разлика:   |       | -2,02 % |

Према подацима о броју становника из 2011. године насеље је имало 387 становника.